# Маркитати (Трапани)
Маркитати је насеље у Италији у округу Трапани, региону Сицилија.
Према процени из 2011. у насељу је живело 20 становника. Насеље се налази на надморској висини од 23 м.